# Línea 11 (autobuses urbanos de Granada)
La línea 11 es una línea circular de autobús urbano de la ciudad española de Granada. Es operada por la empresa Transportes Rober.
Realiza un recorrido circular en sentido antihorario por los ejes de Gran Vía y Camino de Ronda. Desde el mes de marzo de 2019, la línea presta servicio al barrio granadino de Bola de Oro desviándose por la Calle Andrés Segovia, Calle Primavera, Camino Bajo de Huétor, Pianista Pepita Bustamante hasta enlazar con su recorrido antiguo por Avda Cervantes, Profesor Albareda y Poeta Manuel de Góngora. Tiene una frecuencia media de 10 a 15 minutos.

## Recorrido
La línea 11 surge de la división de la precedente línea 11 en las líneas 11 y 21. Ambas son circulares que recorren los dos ejes principales de la ciudad, Gran Vía y Camino de Ronda, cada línea en un sentido. La mayoría de las paradas de esta línea son servidas por la línea 21 en sentido contrario, aunque en algunos tramos ambas líneas no siguen el mismo recorrido.